# Hirtzbach
Hirtzbach (deutsch Hirzbach) ist eine französische Gemeinde mit 1438 Einwohnern (Stand 1. Januar 2022) im Département Haut-Rhin in der Europäischen Gebietskörperschaft Elsass und in der Region Grand Est. Sie gehört zum Arrondissement Altkirch, zum Kanton Altkirch und zum Gemeindeverband Sundgau.

## Geografie
Die Gemeinde Hirtzbach liegt im Tal des namengebenden Hirtzbaches, der am Nordende des Dorfkerns in die Ill mündet. Die Sundgau-Gemeinde ist drei Kilometer von Altkirch und 27 Kilometer von Basel entfernt.
Nachbargemeinden von Hirtzbach sind Altkirch im Nordosten, Hirsingue im Osten, Hagenthal-le-Bas im Süden, Largitzen und Hindlingen im Südwesten, Fulleren im Westen sowie Carspach im Nordwesten.

## Geschichte
Der Name lässt sich vom Hirschbach ableiten, was sich auch am Redenden Wappen festmachen lässt.
Artefakte aus dem Jungpaläolithikum am Ufer des Hirtzbaches lassen auf eine sehr frühe Besiedlung des Gebietes an der Ill schließen. Aus gallorömischer Zeit lassen sich in den Feld- und Waldfluren um Hirtzbach noch Straßenzüge nachweisen.
Der Ortsname erschien 1274 erstmals in einer Urkunde der Grafen von Pfirt. Mit der Siedlung, die in ein Niederdorf (um die Kirche St. Mauritius) und ein Oberdorf mit der Kirche St. Afra am Berg unterteilt war, wurde ein Ministerialbeamter der Pfirter Grafschaft belehnt. Daraus entstand die Herrschaft Hirzbach, die bis 1477 bestand.
Im Dreißigjährigen Krieg wurde das Dorf stark in Mitleidenschaft gezogen. Während des Sechsten Koalitionskrieges verbrachte eine Einheit Kosaken, die auf österreichisch-ungarischer Seite kämpften, den Winter 1813/14 im Dorf.
Auf der jetzigen Gemarkung befand sich im Mittelalter der Ort St. Glücker (St.-Léger), der  vielleicht 1376 von den „Wilden Engländern“  stark zerstört oder durch die Pest 1427 entvölkert wurde. Den Rest vernichteten die Basler 1446.  Die Kirche bestand noch bis 1830. Nur ihr Chor blieb als Kapelle erhalten. die im Ersten Weltkrieg zerstört und 1927 wieder aufgebaut wurde. In der Nähe erinnert ein kleines Denkmal an das abgegangene Dorf.
Mit dem Bau der Bahnlinie Altkirch–Pfirt im Jahr 1891 war auch Hirzbach an das Eisenbahnnetz angeschlossen. Die Strecke wurde 1968 stillgelegt.
Im Verlauf des 19. und 20. Jahrhunderts wurde mehrfach versucht, die um Hirzbach vorkommenden Ölsande zu verwerten, was an der mangelnden Wirtschaftlichkeit scheiterte.
Im Ersten Weltkrieg verlief die festgefahrene Frontlinie lange Zeit unmittelbar westlich von Hirzbach. Die Einwohner wurden nach Württemberg evakuiert. Auch während des Zweiten Weltkriegs gab es Evakuierungen nach Sachsen und Württemberg.

### Bevölkerungsentwicklung
| Jahr      | 1962 | 1968 | 1975 | 1982 | 1990 | 1999 | 2006 | 2012 | 2021 |
| Einwohner | 961  | 979  | 1106 | 1128 | 1143 | 1183 | 1299 | 1393 | 1458 |

Im Jahr 1793 wurde mit 559 Bewohnern die bisher niedrigste Einwohnerzahl ermittelt. Die Zahlen basieren auf den Daten von cassini.ehess und INSEE.

## Kultur und Sehenswürdigkeiten
Hirtzbach ist eine der wenigen elsässischen Gemeinden, die das Label Village Fleuri – 4 fleurs (Blumenstadt – 4 Blumen) führen.

### Kirche St. Mauritius

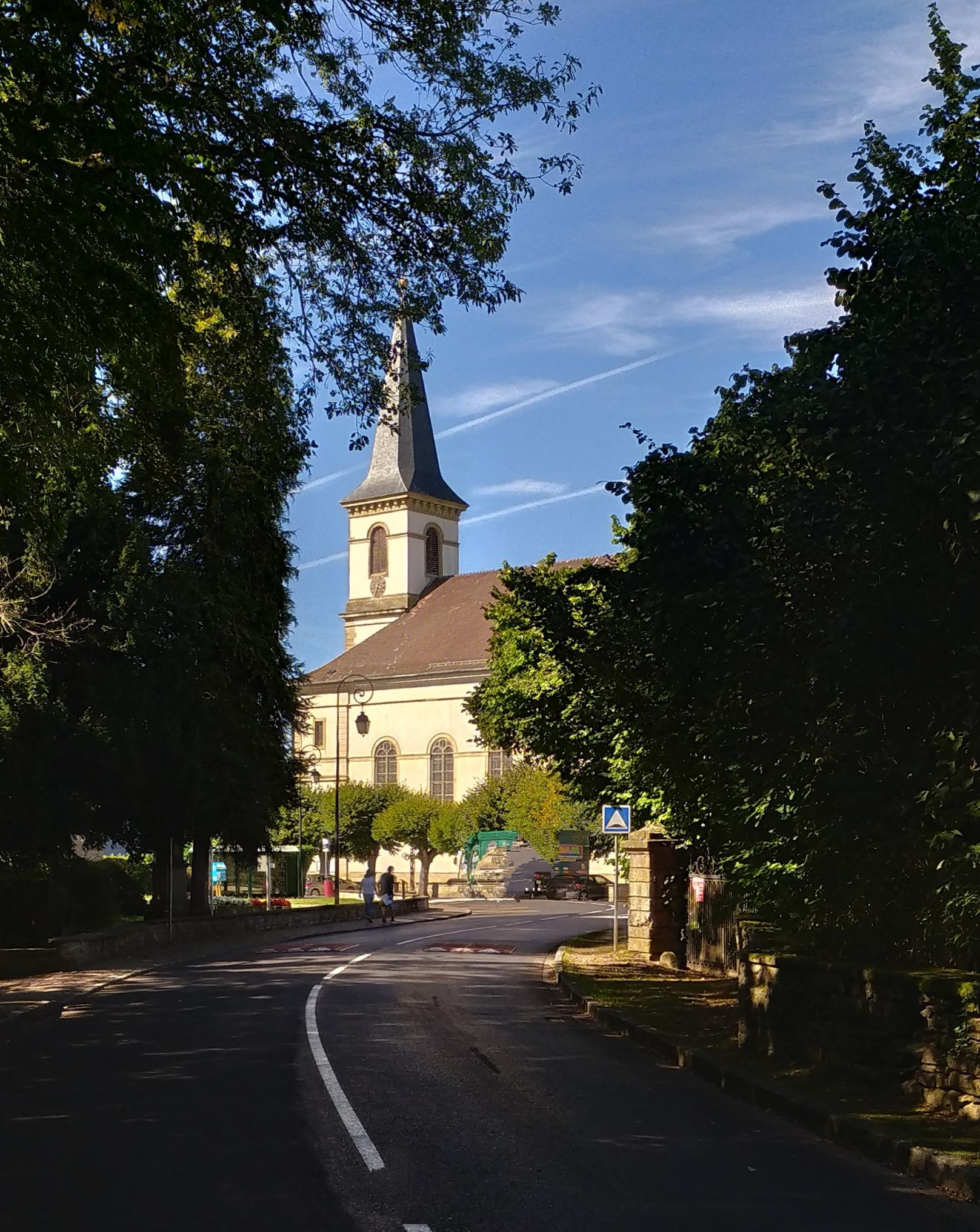
Hirtzbach, Sankt Mauritius-Kirche

Die von 1834 bis 1837 im spätklassizistischen Stil der Louis-Philippe-Zeit errichtete Kirche St. Mauritius (Saint-Maurice) steht an der Stelle eines Vorgängerbaues. Sie ist gekennzeichnet durch ein massives Westwerk mit Glockenturm und ein fünfjochiges Schiff. Der Chor endet in einer Apsis, an deren Nordseite eine Sakristei vorgelagert ist. In der Kirche befindet sich ein Gemälde von Sebastian Gutzwiller, das Martyrium des Heiligen Mauritius darstellend.

### Kapelle St. Afra
Im Mittelalter bestand das Dorf Hirtzbach aus zwei Teilen mit jeweils eigener Pfarrei: Hirtzbach-le-Haut (Oberhirzbach) mit der Mutterkirche Sainte-Afre (St. Afra) und Hirtzbach-le-Bas (Niederhirzbach) rund um die Kirche Saint-Maurice (St. Mauritius).
Bereits 1303 erstmals erwähnt, blieb St. Afra bis zur Revolution eine Pfarrkirche.
Der Name St. Afra könnte von römischen Soldaten mitgebracht worden sein. Dafür spräche die Nähe zu einer prähistorischen Ausgrabungsstätte, die auf die Römer im 2. Jahrhundert hinweist, wie die Historiker L. Pfleger und F.X. Kraus ausführten.
Die heutige Kapelle wurde nach historischen Angaben 1741 neu gestaltet. Nach der Französischen Revolution verfiel das Gebäude allmählich.
Zwischen 1973 und 1976 erfolgte eine grundlegende Sanierung: die Fenster wurden erneuert, die Holzarbeiten des Chores und alle Statuen wurden restauriert. Unter dem zur Zeit der Revolution weiß getünchten Hochaltar kam ein vergoldeter Tabernakel zum Vorschein.
Auf dem Hochaltar findet man die Statuen des Hl. Josef rechts vom Tabernakel, den Hl. Antonius links sowie Engel und einen Pelikan.
Auf dem linken Seitenaltar ist eine Pietà aus dem späten 15. Jahrhundert zu sehen. Sie ist 73 cm hoch, 48 cm breit und 20 cm tief und besteht aus Lindenholz. Nach einer weiteren Innensanierung 1987 wurde die Kapelle Sainte Afre von außen komplett erneuert, das Dach repariert, neuer Putz aufgetragen. Über der Tür und an der linken Seitenfassade des Schiffs befinden sich Skulpturen, die eine Windrose darstellen.
Im Jahr 1997 wurden in der Kapelle Holzschutz-Maßnahmen durchgeführt.
Der Brunnen vor der Kapelle – aus einem früheren Baptisterium hervorgegangen – war für sein wundertätiges Wasser bekannt: Kinder mit Hautkrankheiten wurden hier gebadet.

### Schloss und Park der Herren von Reinach
Der stattliche Herrensitz befindet sich an der Stelle eines mittelalterlichen Wasserschlosses. Im 18. Jahrhundert erfolgten umfangreiche Neu- und Umbautätigkeiten. Der heutige klassizistische Gesamteindruck geht auf den Umbau 1780 und die Renovierung 1804 zurück. Zum Schloss gehört ein kleiner, 1820 angelegter englischer Landschaftsgarten. In ihm entdeckt man u. a. eine Scheune nach Luzerner Art, einen vom begeisterten Bonapartisten Charles de Reinach „Sankt Helena“ genannte Insel mit einem pittoresken Chalet und einen historischen oberirdischen Eiskeller.

### Interessanter Bestand an Fachwerkbauten an der Rue Principale
Nr. 9 von 1672 fällt durch das im Sundgau nicht übliche Vorkragen des Obergeschosses und zwei Rautenfachwerkfelder auf. Auch Nr. 51 zeigt dieses Vorkragen.
Nr.59 aus dem 17. oder 16. Jahrhundert ist noch in der altertümlichen Ständerbauweise errichtet (wie auch Nr. 72 und 95). Altertümlich ist auch das weitabständige unregelmäßige Fachwerk. Symmetrie nur im Giebeldreieck.
Nr. 65 hat eine hier in Hirtzbach nicht übliche Laube, die mit Andreaskreuzen verziert ist, aber später geschlossen wurde.
Nr. 74 in Rähmbauweise von 1785 besitzt verzierte Eckständer und eine frustrierte (?) Inschrift des Zimmermanns im Giebelfachwerk.
Haus Nr. 1  Rue de la Montagne von 1842  hat das regelmäßige, auf Symmetrie bedachte Fachwerk des 19. Jahrhunderts. Inschrift am Erdgeschoss-Rähmbalken des Giebels   

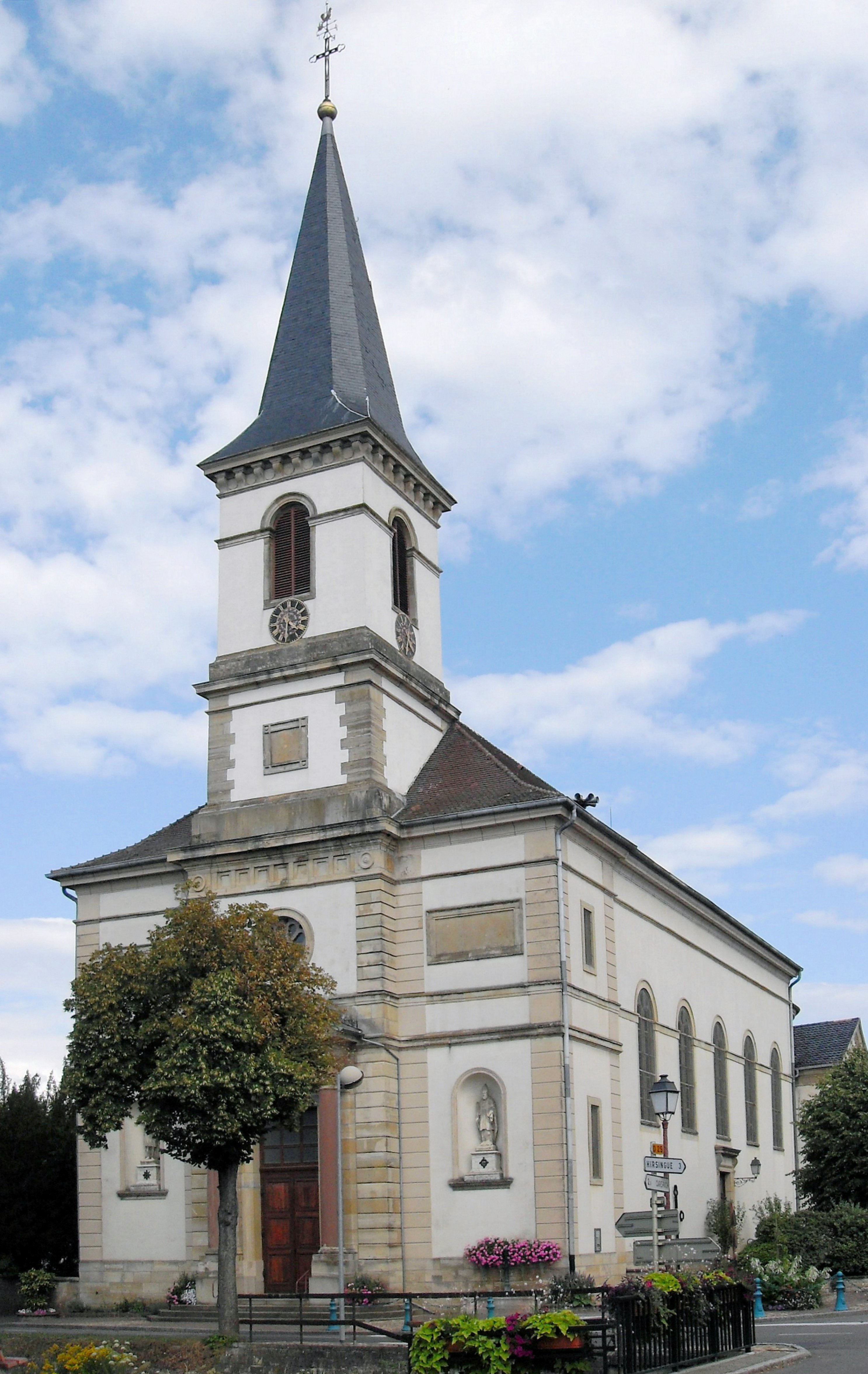
Kirche St. Mauritius
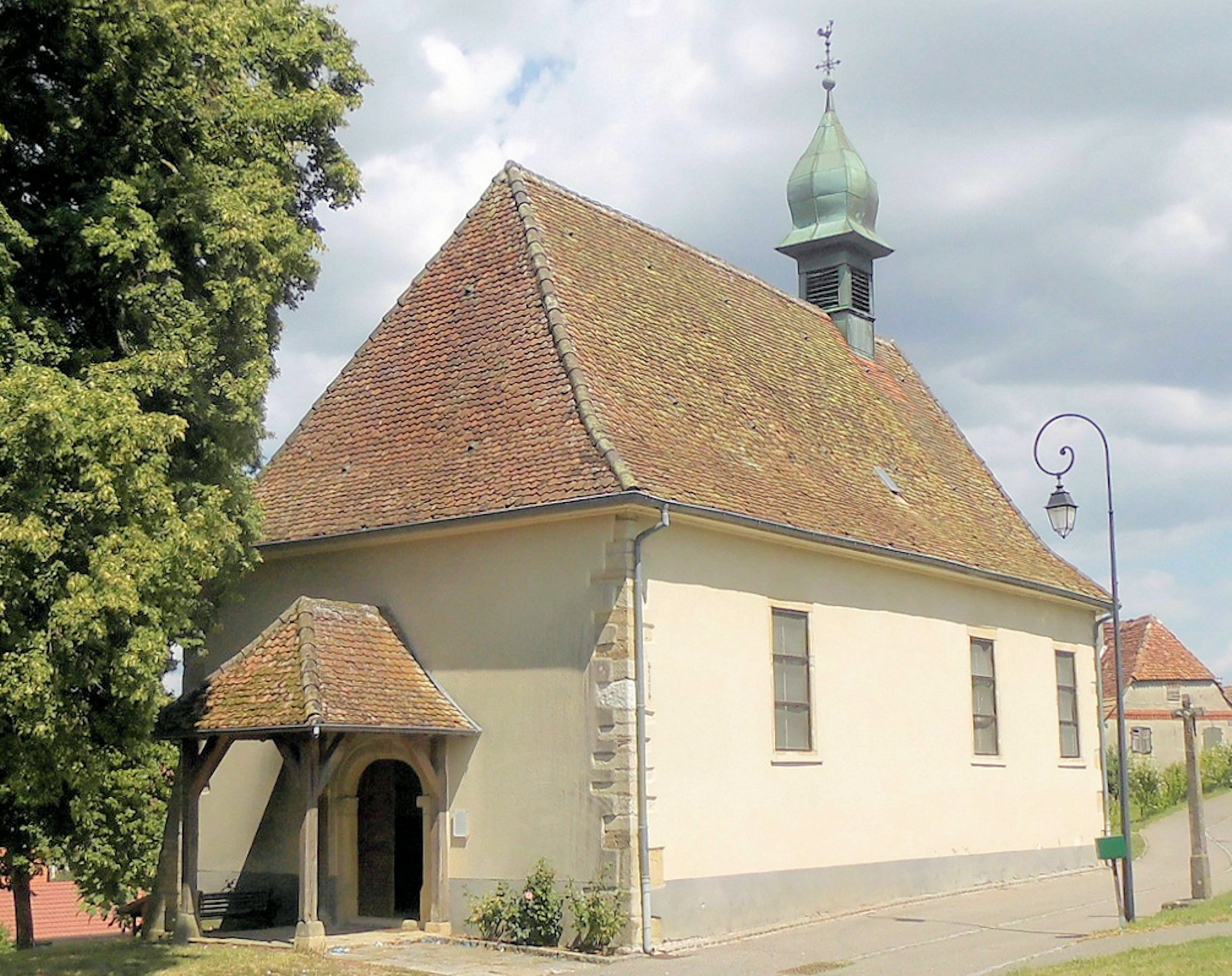
Kapelle St. Afra
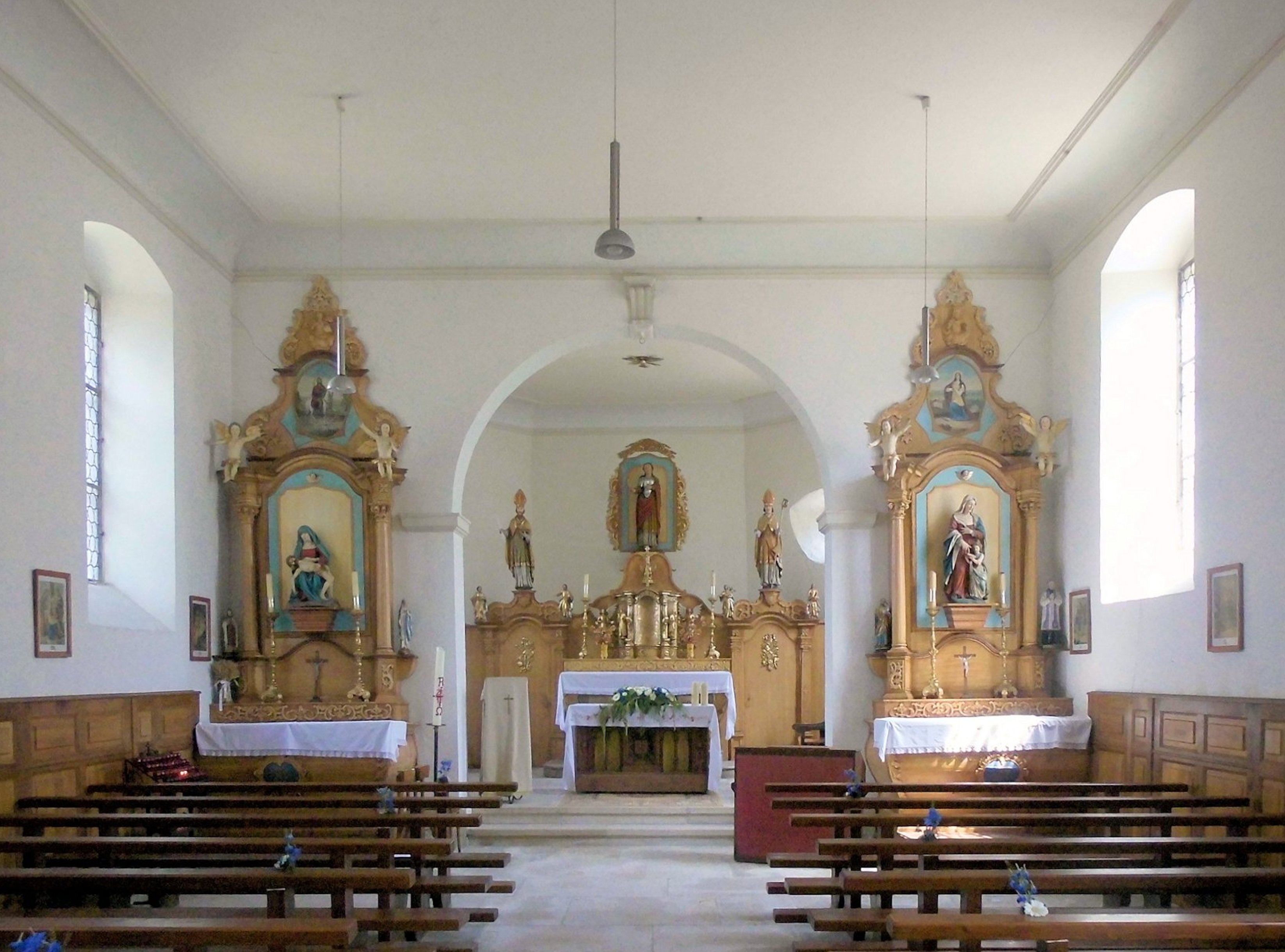
Innenansicht der Kapelle St. Afra
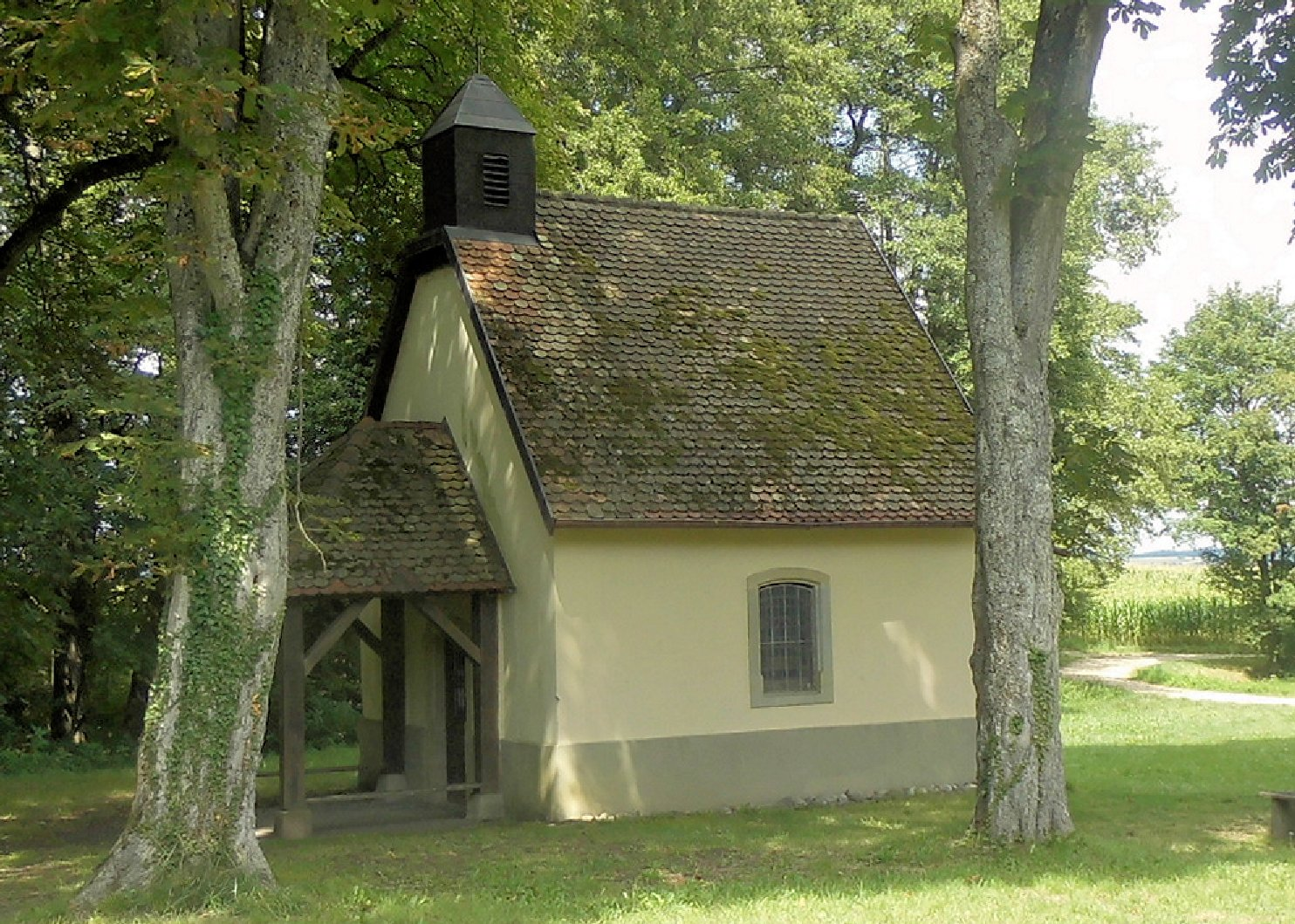
St. Glücker-Kapelle (Chapelle Saint-Léger)

## Wirtschaft und Infrastruktur
In der Gemeinde sind 13 Landwirtschaftsbetriebe ansässig (Getreideanbau, Milchwirtschaft, Pferde- und Geflügelzucht).
Durch die Gemeinde Hirtzbach führt die Fernstraße D 432 von Altkirch nach Ferrette. Der vier Kilometer von Hirtzbach entfernte Bahnhof Altkirch liegt an der Bahnstrecke Paris–Mulhouse.

## Persönlichkeiten
- Sigismund Karl Maria von Reinach (1869–1947), Abgeordneter, 1908–1935 Bürgermeister von Hirtzbach

## Belege
1. ↑  E. Reinhard: Die Siedlungen im Sundgau. Bühl, Baden 1965, S. 86.
2. ↑  Geschichtsabriss. In: hirtzbach.fr. Abgerufen am 23. Juni 2025 (französisch).
3. ↑  Hirtzbach auf cassini.ehess
4. ↑  Hirtzbach auf INSEE
5. ↑  Église paroissiale Saint-Maurice. In: pop.culture.gouv.fr. Ministère de la culture, abgerufen am 23. Juni 2025 (französisch).
6. ↑  Übersetzt von einer Infotafel ohne Autorenangaben am Eingang der Kapelle.
7. ↑  Landwirtschaftsbetriebe auf annuaire-mairie.fr (französisch)